# Listă de cataloage de Internet
Un catalog de Internet este o listă de situri web cu o structură arborescentă sau organizată sub formă de graf. În cele ce urmează se prezintă o listă de servicii de cataloage de Internet pentru care există articole în Wikipedia (în limba engleză).

## Cataloage

### Generale
- Best of the Web Directory - Listează situri bogate în conținut și bine concepute, clasate după subiect și regiune.
- JoeAnt - Catalog creat de un grup de editori ai catalogului ieșit din funcțiune Go.com.
- Open Directory Project (cunoscut și sub numele DMoz sau ODP) - A fost cel mai mare catalog de pe Internet. Conținutul său liber a fost reluat de multe alte situri, inclusiv Google Directory.
- Starting Point Directory - Un catalog general de situri, organizat după categorii.
- World Wide Web Virtual Library (VLIB) - cel mai vechi catalog de pe Internet.
- Yahoo! Directory - Catalogul a fost primul serviciu oferit de compania Yahoo.

### Specializate
- Business.com - Catalog de firme de afaceri
- Mfinante.gov.ro - Informații despre instituții publice, agenții economici, societați de asigurare, brokeri, ong-uri. Selecție după cod unic de identificare, nume și județ.
- MusicMoz - Catalog de muzică
- Bailaho.de - Catalog de firme de afaceri pentru Germania, Austria și Elveția
- VFunk - Catalog online specializat în listarea și clasificarea listelor globale de muzică de dans sau de viață urbană.

## Cataloage care nu mai sunt active
- LookSmart - Oferea diferite cataloage în intervalul 1995 to 2006.
- Lycos' TOP 5% - Din 1995 până în 2000 acest catalog avea intenția să listeze primele 5% din siturile de pe Internet.
- Zeal - Catalog de Internet construit de voluntari. A fost introdus în 1999, achiziționat de LookSmart în 2000 și a fost închis în 2006.